# Острога (герб)
Острога (пол. Ostroga) — герб низки шляхетських родів Польщі та України, часів Речі Посполитої.

## Опис герба
У червоному полі біла срібна дуга, внизу на якій шестипроменева зірка. Фігура є зображенням остроги — шпори, елементу кінської збруї.